# 约翰·波得
约翰·埃勒特·波得（德語：Johann Elert Bode，1747年1月19日—1826年11月23日），德国天文學家，他以归纳和宣传提丢斯-波得定则而出名。他最早計算出天王星的軌道，并以Uranus命名。波得还發現了M81星系，因而該星系被称为“波得星系”。

## 生平
波得1747年出生於德國的漢堡，父親是商人。
他的職業生涯始於出版一篇1766年8月5日日食的短篇著作。隨後，他又發表了一篇題為《天文學基礎論文：解釋天體運作的規律》（1768年）的論文。這篇論文的成功使得他於1772年受約翰·海因里希·蘭伯特的邀請前往柏林，目的是按照改進的方案計算星曆表。1774年，他在那裡創辦了著名的《天文學年鑑》，每年編輯發行51卷。
1785年至1825年期间，波得任柏林天文台台長。1801年，柏林天文台出版了著名的Uranographia星圖，将精美的星座圖案和高精度的恆星位置结合在一起。此後，以藝術形式呈現星座的星圖愈來愈少，取而代之的是著重準確性，由點與線組成的科學化星圖。
波得还為業餘天文愛好者出版了一些天文年鑑、小型星圖（Vorstellung der Gestirne）及介紹星座神話故事的書籍，該書曾再版十數次。
1787年到1825年，波得擔任天文學計算研究所所長。1794年，他當選為瑞典皇家科學院外籍院士。1789年4月，他被選為皇家學會會員。
1826年，波得在柏林逝世，享壽79歲。

## 天王星
博德本人直接參與了導致行星發現的研究—1781年發現天王星。雖然天王星是第一顆透過望遠鏡發現的行星，但它幾乎能用肉眼看到。博德查閱了較舊的星圖，發現了許多天王星被誤認為是恆星的例子，例如，英國皇家天文學家約翰·弗拉姆斯蒂德在1690年的星表中將天王星列為恆星，名為金牛座34。這些早期的觀測結果使天文學家能夠精確地計算出這顆新行星的軌道。
博德也為這顆新行星命名。發現者威廉·赫歇爾提議以國王喬治三世來命名，但其他國家卻不容易被接受。博德選擇了天王星，正如土星是木星的父親一樣，這顆新行星也應該以土星的父親來命名
。雖然還有其他替代方案被提出，但最終博德的建議成為國際上最廣泛採用的，然而直到 1850 年英國航海年曆局將新行星由喬治三世（Georgium Sidus）改為天王星（Uranus）時，才得到官方認可。
1789年，博德的皇家科學院同事馬丁·克拉普羅特受到博德為這顆行星命名的啟發，將他新發現的元素命名為「鈾」。

## 榮譽
为纪念他，月球一座環形山（北緯6.7°，西經2.4°，直徑18.0千米）以及小行星998都以他的名字命名。

## 外部連結
- 波德於1782年所編的Vorstellung der Gestirne星圖
- 波德簡歷
- 波德於1779年所編的深空天體表'Complete Catalog of hitherto observed Nebulous Stars and Star Clusters'